# Vincenzo Cabianca
Pour les articles homonymes, voir Cabianca.

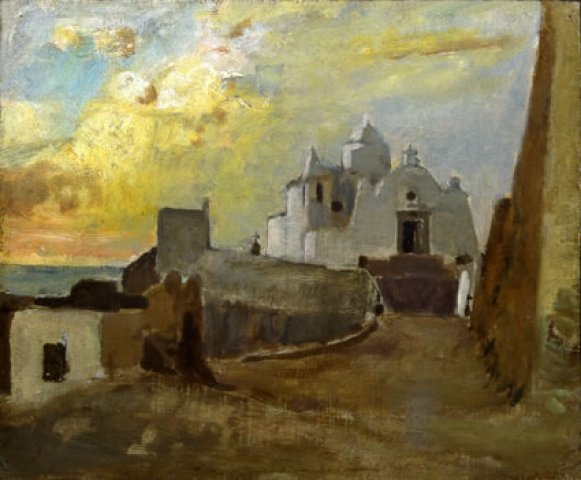
Forio d'Ischia

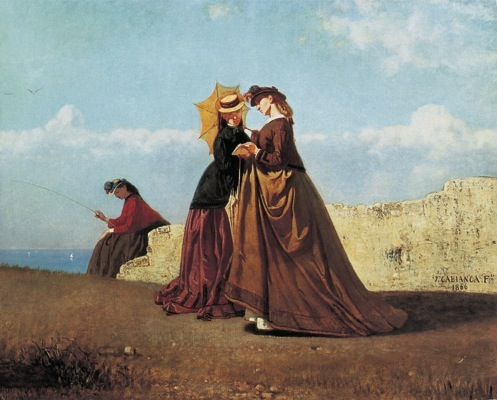
Al sole

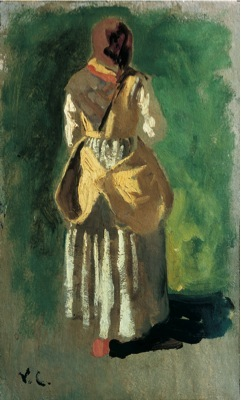
Paysanne à Montemurlo

Vincenzo Cabianca (Vérone, 20 juin 1827 - Rome, 22 mars 1902), est un peintre italien du mouvement des Macchiaioli au  XIXe siècle.

## Biographie
Vincenzo Cabianca poursuivit ses premières études à l'Accademia Cignaroli et ensuite à celle de Venise.
Réfugié politique à Florence, en 1853, jusqu'à 1855 il a peint surtout des intérieurs. Il faisait déjà partie du petit groupe du caffé dell'onore avec Telemaco Signorini et Odoardo Borrani et en 1858, il adhèra complètement à la poétique des Macchiaioli.
Giovanni Fattori raconte que ce fut Cabianca, le premier à montrer un tableau Acchiaiolo (un cochon noir peint sur un mur blanc) et à suivre ces nouveaux critères. Il suivit Signorini dans ses voyages jusqu'en 1868, date de son mariage, puis il partit vivre à Rome. À partir de ce moment-là, il peignit dans la campagne romaine et napolitaine (Rocca di Papa, Ischia), ainsi qu'en Toscane (Castiglioncello). Dans les dernières années, il se spécialisa dans la technique de l'aquarelle qui convenait à la luminosité des murs blancs et de jardins, qui furent (avec la mer) ses thèmes préférés. Dans les années 1879 - 1880, il rencontra un certain succès en Angleterre, ceci grâce à ses aquarelles qui rappellent  Richard Parkes Bonington et les artistes anglais de la première moitié du XIXe siècle.

## Œuvres
- Autoportrait (1854).
- Val del Serchio (1854).
- Vendemmia in Toscana (1854) (vendanges en Toscane).
- L'addio del volontario (1858) (l'adieu du volontaire).
- L'ombrellino (1858) (parapluie).
- L'abbandonata (1858) (Femme abandonnée)
- Pia dei Tolomei condotta al castello di Maremma (1858).
- Lungomare (1860) (littoral).
- Arco a Portovenere (1860).
- Avanzi della chiesa di San Pietro a Portovenere (1860).
- Nouvellistes florentins du XIVe siècle (1860), Florence, Palais Pitti
- Costume o maternità (1860) (costume ou maternité).
- Zuavi (1860) (Zuaves).
- Due pescatori in cammino (1861) (deux pêcheurs cheminant).
- Contadina a Montemurlo (1861) (paysanne à Montemurlo)
- Marbres à Carrara Marina (1861).
- Le monachine (o il mattino) (1861) (Les petites bonnes sœurs (ou le matin))
- Segreti del chiostro (1861) (secrets du cloître).
- La filatrice (1862) (la fileuse).
- Castiglion Fiorentino (1862)
- Strada a Palestrina (1862) (route à Palestrina).
- Donne a Montemurlo (1862) (femmes à Montemurlo).
- Ritorno dai campi (1862) (retour des champs).
- Canale della Maremma toscana (1862) (canal de la Maremme toscane).
- Studio di donna (Montemurlo) (1862) (cabinet de femme).
- Cipressi al Poggio Imperiale (1863).
- Strada campestre (1863) (route champêtre).
- Venise (1863).
- Cortile colonico a Castiglioncello (1864) (cour paysanne à Castiglioncello).
- Viareggio (1865).
- Al sole (1866) (au soleil).
- Chiostro di S. Zeno a Verona (1867) (Cloître de Saint Zeno à Vérone).
- Donne sul ponte a Venezia (Femmes sur le pont à Venise).
- La passeggiata (Il padre e la sorella del pittore) (1867) (La promenade - le père et la sœur du peintre).
- La monaca (1867) (La bonne sœur).
- Palestrina (1868).
- Effetto di sole (1868-72) (effet de soleil).
- Marina con torre diroccata (1870) (Marina avec vestige de tour).
- Nudo seduto (1870) (nu assis).
- Paesaggio con figure (1870) (paysage avec figures).
- Neptune (1870) et (1872).
- Barche a Sestri Levante (1881) (Barques à Sestri Levante).
- Riposo in montagna (1884) (Repos à la montagne).
- Canale della Madonna dell’orto a Venezia (1889) (Canal de la Madonna dell'orto à Venise).
- Nell’isola di Murano (1889) (Sur l'île de Murano)
- Aia (1890) (cour de ferme).
- Nevi romane (1893) (Neiges romaines).
- Canale veneziano (1895) (Canal vénitien).
- Case a Lerici (maisons à Lerici.
- Bagno tra gli scogli (1868) (bain entre les écueils).
- Spiaggia a Viareggio  (plage à Viareggio).
- Suore che guardano il mare (bonnes sœurs regardant la mer).
- Contadinelli (petits paysans).
- Chiesa a Forio d'Ischia 1900 (église à Forio d'Hischia).
- Mattutino 1901 (petit matin).
- Suora domenicana da tergo appoggiata ad un parapetto (bonne sœur dominicaine appuyée sur un parapet).

## Sources
- Bolaffi, Dictionnaire encyclopédique des peintres et inciseurs italiens du XIe au XXe siècle, Turin 1972
- A.M. Comanducci, Dictionnaire illustré des peintres dessinateurs et inciseurs italiens modernes et contemporains, Milan 1970.
- Macchiaioli - Œuvres et protagonistes d'une révolution artistique (1861-1869) de Francesca Dini.